# Ettore De Maria Bergler
Pour les articles homonymes, voir Bergler.

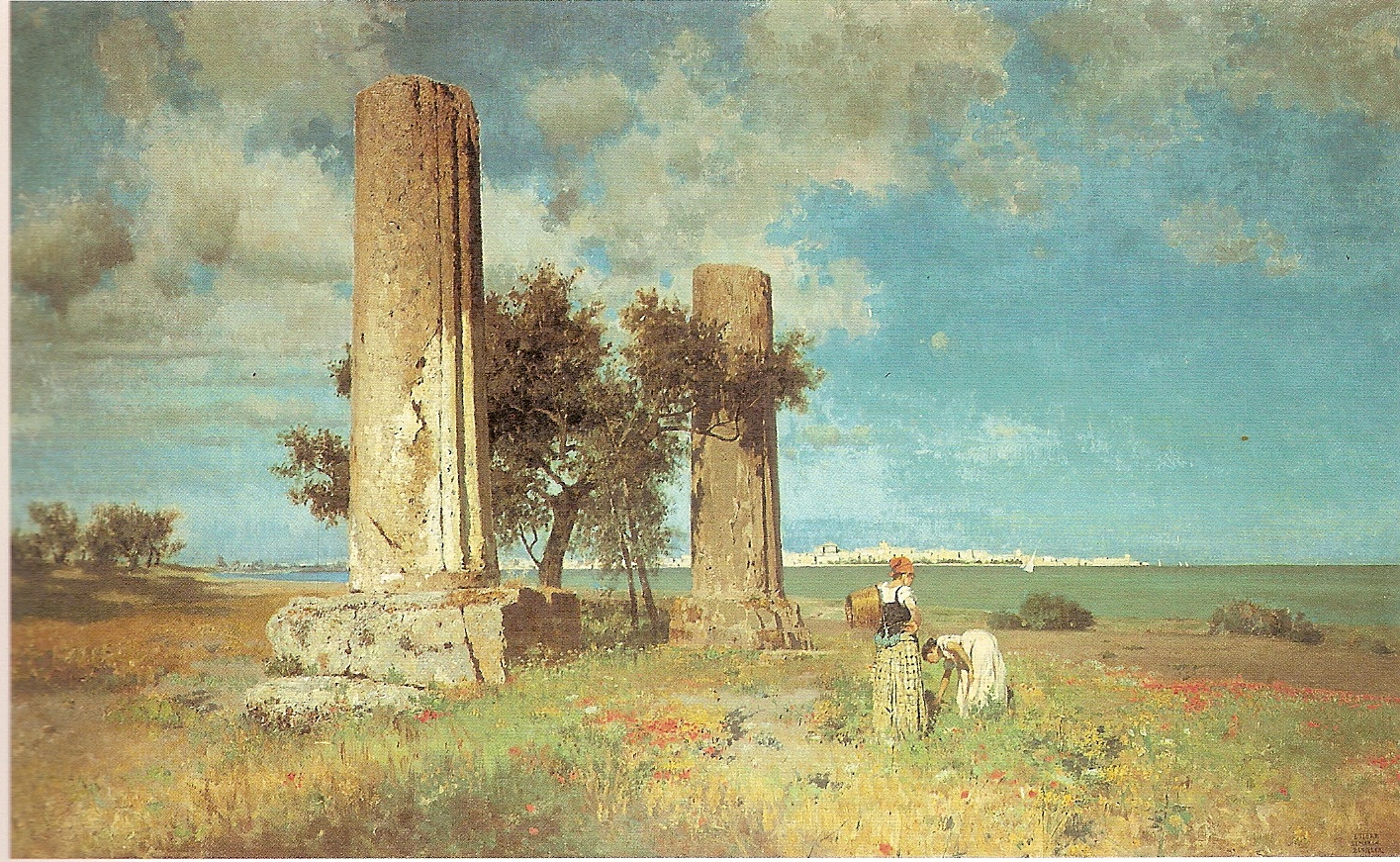
Peinture de Ettore De Maria Bergler, 1891, Les Ruines du temple de Jupiter à Syracuse.

Fresques Art nouveau d'Ettore De Maria Bergler et Ernesto Basile à Villa Igiea (Palerme, Sicile).

Ettore De Maria Bergler (né le 25 décembre 1850 à Naples et mort le 28 février 1938  à Palerme) est un peintre italien de la fin du XIXe et du début du XXe siècle.

## Biographie
Né à Naples de l'intendant sicilien Lorenzo De Maria et de l'autrichienne Vittoria Bergler de Vienne, il fut l'élève d'Antonino Leto et de Francesco Lojacono. En 1875, il expose pour la première fois à Palerme. Il se spécialise dans les œuvres de paysage et de milieux naturels siciliens et a été considéré comme l'un des plus importants peintres de paysage du XIXe siècle. Célèbre pour ses portraits de Delia et Norina Whitaker, ainsi que de Franca Florio.
Influencé par l'Art nouveau, il peint à Palerme les fresques de la villa Whitaker, et de la loge royale du Teatro Massimo, qui lui est confiée par Ernesto Basile entre 1899 et 1900. En 1908 il réalise une fresque avec des thèmes floraux à la Villa Igiea. Ces fresques dans les salles de l'hôtel représentent le symbole de l'Art nouveau en Italie. Il a participé à plusieurs éditions de la Biennale de Venise et a aussi décoré des meubles de Vittorio Ducrot sur les dessins d'Ernesto Basile, avec qui il avait une coopération importante. Après s'être affirmé auprès du grand public, il a poursuivi sa collaboration avec Basile et Ducrot, dans l'Art nouveau palermitain. On lui doit les décorations du paquebot Dux et des transatlantiques Roma, Caio Duilio et Jules Césare.
De 1913 à 1931, il a enseigné la peinture figurative à l’Académie des beaux-arts de Palerme. Il fut le maître de Michele Dixitdomino (it). Dans les années 1920, il est retourné à des thèmes typiques de paysages.

## Expositions
- 1883 - Exposition des Beaux Arts de Rome
- 1884 - Exposition des Beaux Arts de Turin
- 1884 - Exposition des Beaux Arts de Milan
- 1891 - Exposition Nationale de Palerme
- 1896 - Exposition Artistique Sarde à Sassari
- 1901 - IVe Biennale de Venise
- 1905 - VIe Biennale de Venise
- 1909 - VIIIe Biennale de Venise
- 1917 - IIe Exposition d'Art de Palerme